# Ul
În mitologia melaneziană (în special: Vanuatu), Ul este o zeitate lunară.